# Tanna, Tyskland
Tanna är en stad i Saale-Orla-Kreis i förbundslandet Thüringen i Tyskland.